# Заєчар
43°54′15″ пн. ш. 22°17′05″ сх. д. / 43.904166666667° пн. ш. 22.284722222222° сх. д.
Заєчар (серб. Зајечар) — місто в Сербії.

## Географія
Місто Заєчар розташоване в центральній частині Тимощини (Тимоцької країни) і включає Заєчарську улоговину, східну частину Чорноріцької улоговини та північну частину Княжевацької улоговини, а також південні частини Неготинської країни.

## Історія
Найдавніші знані мешканці цих регіонів — трибали, після них у цій місцевості згадують мезів, а в долині Тимока — також тіми, але про них нічого не відомо, крім їхнього імені. Слов'яни, які оселилися в цих регіонах, називалися тимочанами, а перші звістки про них — з 818 року, коли вони вже вважалися сформованою слов'янською групою, і в тому ж році вони відкололися від болгар.

## Пам'ятки
- Гамзіград — археологічна пам'ятка, спа-курорт і об'єкт Світової спадщини ЮНЕСКО в Сербії[5], розташований на південь від річки Дунай.

## Українці в Заєчарі
У місті діяв український аматорський драматургічний гурток.

## Економіка
Місто — один із центрів пивоваріння в Сербії, тут діє Заєчарська пивоварня (серб. Зајечарска пивара).

## Туризм
Є багато готелів і помешкань, де можуть зупинитися туристи й мандрівники.

## Спорт
Є, зокрема, волейбольний клуб «ОК Тимок».

## Люди

### Народилися
- Драґан Станкович (нар. 1985) — сербський волейболіст[10].